# Naturdenkmal Eiche nordwestlich Ensthof

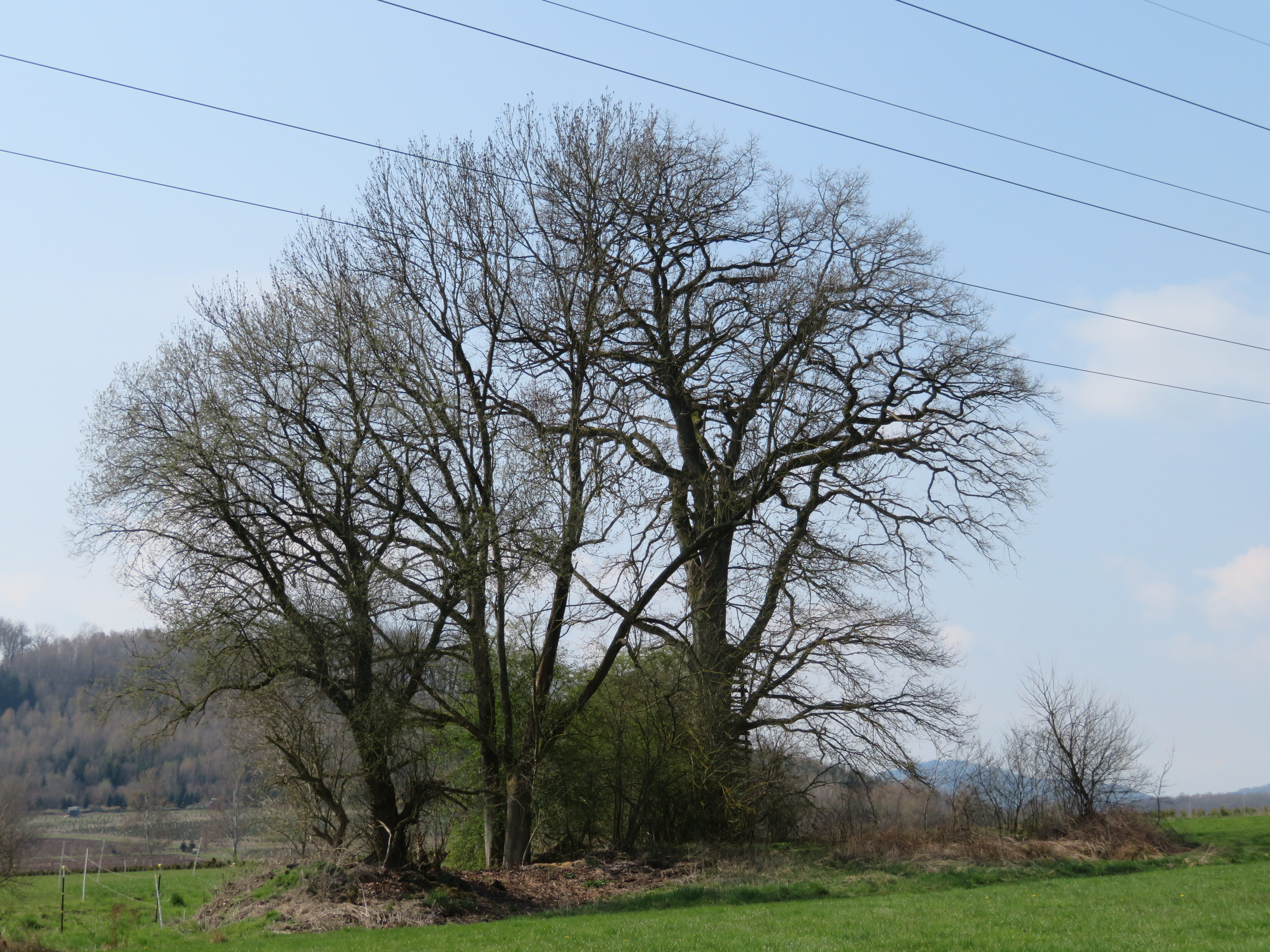
Naturdenkmal Eiche nordwestlich Ensthof (rechts) mit Nebenbäumen.

Das Naturdenkmal Eiche nordwestlich Ensthof ist eine Stieleiche mit einem Stammdurchmesser von etwa 1,40 m und steht nordwestlich vom Ensthof im Stadtgebiet von Meschede. Der Baum wurde 2020 erstmals mit dem Landschaftsplan Meschede durch den Hochsauerlandkreis als Naturdenkmal (ND) ausgewiesen. Die Stieleiche überschirmt mit ihrer hohen und ausladenden Krone  ein paar kleinere Gehölze im Bereich einer Wassergewinnung.
Zum Reiz und dem Wert des ND führt der Landschaftsplan auf: „Die Eiche mit einem Stammdurchmesser von 1,40 m stellt ein wichtiges Gliederungselement in der von Weihnachtsbaum- und Schmuckreisigkulturen geprägten Zone zwischen der A 46 und der L 743 westlich des Ensthofes dar.“